# Берёзовка (Змеиногорский район)
Берёзовка — посёлок в Змеиногорском районе Алтайского края, входит в состав муниципального образования Карамышевского сельсовета.

## История
Основан в 1921 г. В 1928 г. поселок Березовский состоял из 29 хозяйств, основное население — русские. В состав Лифляндского сельсовета Змеиногорского района Рубцовского округа Сибирского края.
В 1985 году недалеко от поселка на правом берегу реки Корболихи был обнаружен археологический памятник конца VIII — начала VI века до н. э.

## Улицы
Список улиц посёлка:
- улица Восточная
- улица Молодёжная
- улица Центральная

## Население
| 1926 | 1997 | 1998 | 1999 | 2000 | 2001 |
| ---- | ---- | ---- | ---- | ---- | ---- |
| 171  | ↗290 | ↗294 | ↘205 | ↗281 | ↘254 |
| 2002 | 2003 | 2004 | 2005 | 2006 | 2007 |
| ↘251 | ↗257 | ↗271 | ↘259 | ↘238 | ↘234 |
| 2008 | 2009 | 2010 | 2011 | 2012 | 2013 |
| ↗236 | ↗248 | ↘207 | ↘202 | ↘180 | ↗181 |

## Образование
В посёлке расположено муниципальное образовательное учреждение «Берёзовская начальная общеобразовательная школа».